# 迈泽乔科尼奥
迈泽乔科尼奥，是匈牙利绍莫吉州所辖的一个村。总面积30.78平方公里，总人口1252，人口密度40.7人/平方公里（2011年1月1日）。